# هجوم مكة (930)
وقع هُجُومُ مَكَّة في 11 يناير 930، عندما قام قرامطة البحرين بنهب المدينة الإسلامية المقدسة في أوقات مناسك الحج وسبب ضجة في العالم الإسلامي آنذاك.
كان القرامطة يتبعون الفكر الإسماعيلي المُتطرِّف، تأسست دولتهم في البحرين منذ مطلع القرن التاسع، فهاجموا قوافل الحج في السابق، بل وقاموا بغزو العراق معقل الخلافة العباسية في 927-928 فنهبوا البصرة والكوفة، وفي عام 928، أصبح القائد القرامطي أبو طاهر الجنابي مقتنعًا بأن المهديّ الذي طال انتظاره والمسيح الذي سيبشر في نهاية الزمان قد وصل في شخصية الشاب الفارسي أبو الفضل الأصفهاني. ونتيجة لذلك، قاد الجنابي رجاله ضد مكة في موسم حج شتاء 929/930.
دخل القرامطة المدينة ظاهرياً لأداء فريضة الحج، لكنهم رفعوا سيوفهم على الفور وبدأو في مهاجمة الحجاج. تعرضت المدينة للنهب لمدة ثمانية إلى إحدى عشر يوماً، وقتل العديد من الحجاج وتركوا دون دفن ، في حين تم نهب حتى الكعبة المشرفة أقدس موقع للإسلام، وتم نقل جميع زخارفها وآثارها إلى البحرين، بما في ذلك الحجر الأسود. عنى هذا الفعل قطيعة تامة بين القرامطة والعالم الإسلامي، وتلاه في عام 931 وحي الأصفهاني بإعلان نفسه بأن الخالق قد حلّ فيه في خطاب أمام جمهور القرامطة لكن سرعان ما اتضح أن المهدي ليس من هذا القبيل فتجادلوا، ثم قُتل.
في 939 دخلت الحكومة العبَّاسيَّة التي تُمثل العالم الإسلامي في مفاوضات مع القرامطة في مفاوضات مع الحكومة العباسية، فتمت مُحاججتهم ومع الوقت تمت استعادة تطبيق الشريعة الإسلامية في البحرين، وأُبرِمت مُعاهدة سلام، وفي النهاية تمت إعادة الحجر الأسود إلى مكة المكرمة عام 951.

## الخلفية

### أصول قرامطة البحرين
في الفترة مابين 880 و890 كان الداعي الشيعي الإسماعيلي أبو سعيد الجنابي قد حشد القبائل البدوية في القطيف حيث كانت عاصمة إقليم البحرين التاريخي، فأطاعوه وتبنوا المُعتَقَد الإسماعيلي.  في عام 899 انقسمت الحركة الإسماعيلية بين فرع يتبع قيادة الحاكم الفاطمي المستقبلي عبيد الله المهدي، وأولئك الذين رفضوا ادعاءاته بالإمامة والمعروفة باسم " القرامطة "، وسواء عن اقتناع حقيقي أو منفعة سياسية، انحاز أبو سعيد إلى الفصيل الأخير.  تحالف أبو سعيد مع القبائل البدوية المحلية لبني كلاب وبني عقيل، وكذلك مع تجار الخليج العربي، وتمكن أبو سعيد من الاستيلاء على عاصمة المنطقة، وفي 900 عزز استقلالها بعد أن هزم جيش عباسي صغير كان قادم لاستعادة السيطرة على البحرين.
في ظل حكم أبو سعيد ظل القرامطة غير مشاركين في الانتفاضات الإسماعيلية الفاشلة في بداية القرن العاشر الميلادي ضد الخلافة العباسية السنية في الشام والعراق أو حتى في إقامة الدولة الفاطمية في إفريقية. وبصرف النظر عن الغارة على البصرة عام 912 حافظوا أيضاً على السلام مع العباسيين، وتم تأمينهم من خلال تبرعات بالمال والأسلحة أرسلها الوزير العباسي علي بن عيسى بن الجراح.  اغتيل أبو سعيد عام 913/4 وخلفه جميع أبنائه مجتمعين على الأقل اسمياً. الأكبر أبو القاسم سعيد الجنابي، كان في البداية صاحب السيادة، لكن فترة حكمه كانت قصيرة، تم استبداله بالابن الأصغر الأكثر طموحاً وحباً، أبو طاهر الجنابي، في عام 923.

### أبو طاهر والحرب مع العباسيين
تحت قيادة أبو طاهر البالغ من العمر 16 عاماً، بدأ القرامطة غارات ضد الخلافة العباسية بهجوم مفاجئ على البصرة في أغسطس 923. تعرضت المدينة للنهب لمدة 17 يوماً، حتى غادر القرامطة دون مضايقة، ومعهم غنيمة ضخمة من الغنائم والعبيد. في مارس 924، دمر القرامطة قافلة الحج في طريق عودتها من مكة إلى بغداد، وأسروا العديد من أعيان البلاط العباسي. 
كان رد الحكومة العباسية على هجمات القرامطة غير فعال بسبب سرعة تنقل القرامطة حيث كانوا قوة صغيرة لكنها متنقلة بشكل سريع، مما يجعل وصول أي رد عسكري عباسي بعد فوات الأوان. في الوقت نفسه، كانت قاعدة القرامطة في البحرين في مأمن من الانتقام العباسي. علاوة على ذلك فإن التنافس بين الفصائل في البلاط العباسي وعلى الأخص بين الوزير ابن الفرات والقائد العام مؤنس المظفر، أعاقت الاستجابة الفعالة، فقد كانت الخِلافة العباسيَّة مشغولة بخلافاتها وتنافساتها الداخلية والمؤامرات. 
تعرضت قافلة الحج عام 925 للهجوم وهي في طريقها إلى مكة، وعلى الرغم من حراسة 6,000 رجل لها إلا أنهم اضطروا للعودة إلى الكوفة التي كان يتبعها القرامطة، متكبدين خسائر فادحة.  طالب القرامطة باستسلام البصرة وخوزستان وعندما رفضوا دخلوا الكوفة ونهبوها لمدة سبعة أيام، فحتى بوابات المدينة الحديدية تم تفكيكها وإعادتها إلى البحرين. 

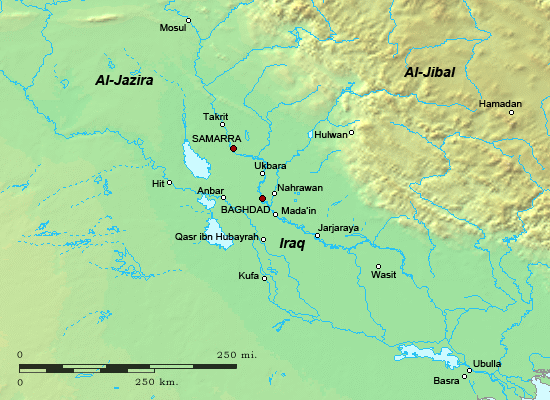
خريطة العراق في القرنين التاسع والعاشر

في موسم الحج التالي، في يناير 926، ضمنت حراسة عسكرية قوية سلامة الحجاج، لكن السلطات دفعت مع ذلك مبلغاً كبيراً للقرامطة للسماح لهم بالمرور الآمن. وفي خلال الحج التالي عام 927، كان لا بد من إلغاء القافلة بالكامل لأن الحكومة العباسية كانت تفتقر إلى الأموال اللازمة لتوفير الحراسة، وانتشر الذعر في مكة حيث هجر سكانها المدينة تحسباً لهجوم القرامطة الذي لم يأت.

### غزو العراق واكتشاف المهدي
بدلاً من ذلك وفي أكتوبر 927 غزا القرامطة تحت قيادة أبو طاهر الجنابي على الكوفة وأعلن المتعاطفون المحليون مع الشيعة نهاية حكم السلالة العباسية ووصول وشيك للإمام المهديِّ المُنتَظر.    توقع القرامطة في ذلك الوقت وصول المهديّ وبداية العصر الأخير للعالم في عام 928، عندما كان كوكب زحل والمشتري مقترنين. 
توقفت مسيرة القرامطة على بغداد عندما اخترق العباسيون القنوات، وأغرقوا الحقول، وهدموا الجسور المؤدية إلى العاصمة العباسية.  انسحب القرامطة مرة أخرى عبر نهر الفرات لكنهم واصلوا شمالاً على طول النهر إلى الجزيرة، وقاموا بالإغارة أثناء ذهابهم واستخراج الفدية من المدن المحلية.  
أخيراً، في صيف 928، انسحب القرامطة إلى منازلهم في القطيف، وترك أبو طاهر الجنابي وراءه قصيدة وعد فيها بالعودة، ووصف نفسه بأنه مبشر بالمهديّ.  تسارعت الاستعدادات لعودة المهديّ حيث تم بناء دار الهجرة المحصنة في واحة الأحساء، وانضم العديد من المتعاطفين مع الشيعة إلى القرامطة عند عودتهم متلهفين للتواجد واستقبال المهدي. 
من بين الأسرى في الغزو شاب فارسي اسمه أبو الفضل الأصفهاني، أُخذ في قصر ابن هبيرة، هذا الصبي البالغ من العمر حوالي عشرين سنة والذي يتسم بسلوك متغطرس، اعتقد أبو طاهر بأنه المهدي المنتظر.  

## مذبحة للحجاج ونهب مكة

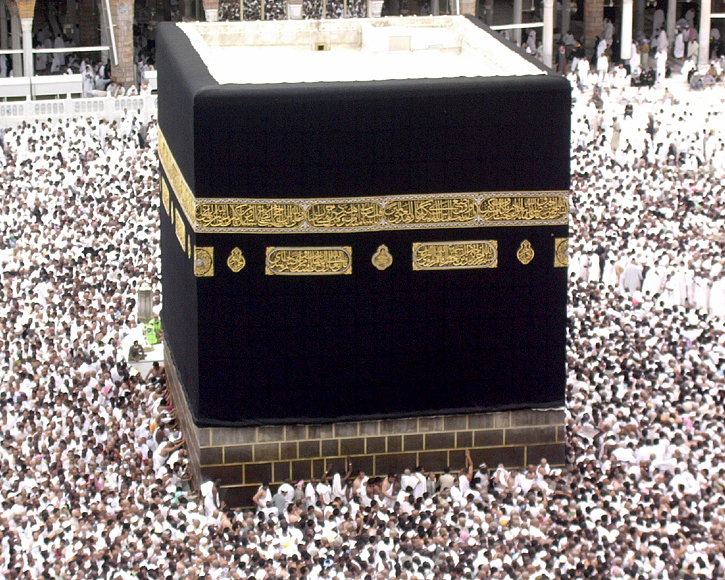
الكعبة (المصورة هنا أثناء الحج عام 2003)

في عام 929، وبعد عدة سنوات من الانقطاع استؤنفت قوافل الحج تحت حراسة عسكرية، ووصلت مكة في ديسمبر 929.   في 11 يناير وهو اليوم الذي كان من المقرر أن تبدأ فيه مناسك الحج توقف جيش القرامطة بقيادة أبو طاهر الجنابي أمام المدينة، حاولت الحامية المحلية في البداية منعهم بالحِوار، لكن أبو طاهر طالب بحقه في الدخول كمسلم وقدم تعهداً بتوفير الأمان للمدينة وكل من بداخلها.
لكن بمجرد وصول أبو طاهر ورجاله إلى موقع الحرم، بدأوا بقتل الحجاج المجتمعين لدوران الكعبة، بينما استهزأ قادتهم بآيات قرآنية تعد بالحماية الإلهية ولقدسيَّة الكعبة.  تُركت الجثث دون رعاية ولم تُدفن، بينما أُلقي بعضها في بئر زمزم المقدس.  وكان أمير مكة محمد بن إسماعيل، المعروف باسم ابن محارب، من بين القتلى وقدمت قبيلة هذيل في ذلك اليوم بلاء عظيما ومواجهه شرسة ضد القرامطة في الحرم وخارج الحرم فقد صعدت بعض قبيلة هذيل على جبل أبو قبيس ورموا بالأسهم والنبال حتى قتلوا من القرامطة ومنعوهم من هدم ميزاب الكعبة المشرفة واخذ حجارتها. 
ونهب القرامطة الكعبة وأفرغوها من آثارها وجردوها من أشياءها الثمينة وزخارفها. حتى أن الأبواب رفعت ولم يبق في مكانه سوى ماسورة المياه من الذهب التي على السطح. وقاموا في النهاية، بسرقة الحجر الأسود ونقله.   يقال أن أبو طاهر قد ألف قصيدة تقول إن "هذا البيت "الكعبة" ليس ملكاً لله ، لأن الله لا يختار لنفسه أبدًا بيتًا". كما أنشد يقول "أنا بالله وبالله أنا.. يخلق الخلق وأفنيهم أنا"
يشير أحد التقارير، الذي كان مبالغًا فيه بشكل واضح إلى أن النهب من الكعبة وحدها كان ضخماً لدرجة أنه تطلب نقل خمسين جمالًا إلى البحرين.  من الآثار المحفوظة في مكة، تم إنقاذ مقام إبراهيم اخذوه السدنة وخبأوه، وتم تهريبه إلى خارج المدينة. ووفقًا لرواية واحدة على الأقل، انضم بعض سكان المدينة إلى المجزرة وهاجموا الحجاج. واصل القرامطة أعمال القتل والنهب لمدة ثمانية أو أحد عشر يومًا ، حيث يخرجون إلى معسكرهم خارج المدينة كل ليلة ثم يعودون في اليوم التالي.
وفي رحلة العودة إلى الإحساء تعرض القرامطة لكمين مُحكَم من قبل قبيلة بني هذيل العدنانيَّة وكان وصلهم خبر هجومهم على مكة من هذيل الذين واجهوا القرامطة في الحرم فأغاروا على القرامطة في طريق عودتهم، وقد كانوا في الشعاب والجبال، وحاربوه بالنبل والخناجر ومنعوا القرامطة من المسير في مكة، واشتبهت على أبو طاهر الجنابي الطرق حتى ضاع في أودية مكة خائفا من غارات هذيل ، فأقام القرامطة بذلك ثلاثة أيام حائرين بين الجبال والوديان، واستطاعت قبيلة هذيل تخليص وتحرير النساء والرجال الذين تم أسرهم وسبيهم على يد القرامطة، ونهبت قبيلة هذيل عشرات الالاف من الأبل والثقلة التي كانت عند القرامطة، وكانت ثقلة كبيرة عليها أصناف من المال والأمتعة، قبل أن يتمكن القرامطة من إيجاد عبد دفعوا له المال ليدلهم على طريق الفرار فخرج من مكة عائدا الى الأحساء. وهذه المعارك التي وقعت بينهم وبين قبيلة هذيل مكة تعرف باسم معارك فتنة القرامطة .

## دوافع الهجوم
لا يزال دافع القرامطة لهذا الهجوم وسرقة الحجر الأسود غير واضح إلى حد ما. وفقًا للمؤرخ هيو إن كينيدي "لا بد أنهم كانوا يأملون بالتأكيد في الحصول على تنازلات من الحكومة مقابل عودة الحجر الأسود وربما كانوا يأملون في تحويل الحج مع الفرص التجارية التي قدمها إلى عاصمتهم في الإحساء".  الافتراض القائل بأن القرامطة كانوا يعتزمون تحويل الحج إلى الأحساء قد قوبل بالتحدي من قبل أحد أوائل علماء الإسماعيلية المعاصرين، حسب دي خويه. 
من ناحية أخرى كما يشير المؤرخ هاينز هالم لم تكن هذه مجرد غارة ضد "الكفار'' والعباسيين الذين اعتبرهم القرامطة مغتصبين: بل إن نهب الكعبة كان عملاً من أعمال تدنيس المقدسات الذي كان فعلياً تعبير عن الكفر في العلاقات بين القرامطة والإسلام.  دعت العقيدة القرمطية إلى أن جميع الأديان السماوية السابقة - اليهودية والمسيحية والإسلام نفسه - وكتبهم المقدسة ما هي إلا حجاب: لقد فرضوا أن هنالك تفسيراً ظاهراً وأن هنالك الكثير من الأشكال والقواعد التي كان من المفترض أن تخفي الباطن، وأن مجيء المهدي لن يبشر فقط بنهاية الزمان بل سيكشف أيضاً هذه الحقائق الباطنية وإعفاء البشرية من واجبات الشريعة مثل الصلاة والصوم وغيره.  يشرح هالم التلاوة الساخرة للسور على أنها رغبة واضحة للقرامطة في "إثبات خطأ الوحي القرآني"  وأن الهجوم على مكة باعتقادهم سيجعل ظهور المهدي كإله وليس كشخص فقط، وأنه وبظهوره سيتم إظهار جميع الأديان السابقة على أنها خاطئة ويجب التخلي عنها ورموزها، وهو ما يدلّ على الكُفر التام عن الإسلام  لم يتم الكشف عن أبو الفضل الأصفهاني علناً حتى عام 931، لكن هالم يقول إن أحداث 930 مرتبطة على الأرجح بالتوقعات المسيحانية التي وضعها أبو طاهر الجنابي، وكان من المفترض أن تمهد الطريق أمام الكشف العلني عن المهدي المنتظر. 

## ما بعد الكارثة
تسبب نهب مكة وتدنيس الأماكن الإسلامية المقدسة في صدمة وغضب هائلين في العالم الإسلامي  وكشف ضعف الحكومة العباسية.  أرسل كل من الخليفة العباسي والحاكم الفاطمي، عبد الله المهدي رسائل مُستنكرة إلى أبو طاهر وحثوه على العودة الفورية للحجر الأسود، ويُمكن القول أن الرسالة الممزوجة بلُطف بسيط هو لعدم فعل القبيح تجاه المقدسات الإسلامية ولإعادتهم طوعاً فهم لا يُعرف لهم دين ولا مُعتقَد  مع ذلك تم تجاهل الرسائل وشرع أبو طاهر في توسيع سلطته فبعد قيام القرامطة بغزو عُمان والسيطرة عليها، بدا أنه مستعد لتكرار غزوه للعراق، ولكن على الرغم من أن رجاله استولوا على الكوفة ونهبوها لمدة 25 يوماً في عام 931 إلا أنه فجأة عادوا إلى البحرين.  
كان السبب على الأرجح هو السلوك الغريب والاستبدادي للأصفهاني، الذي كان يُعبد كإله حي وأعدم العديد من القرامطة القياديين. وأثارت هذه المقاومة، بما في ذلك من والدة أبو طاهر. تم الطلب من الأصفهاني إظهار المُعجزات كونه المُهدي وتبين أنه غير قادر على القيام بأي مُعجزة وتم قتله.   تمكن أبو طاهر من الاحتفاظ بالسلطة على البحرين، ونددت قيادة القرامطة بالحادثة بأكملها باعتبار أن ما حصل كان كُفر وخطأ يستلزم التوبة والاستغفار وعادت إلى التزامها السابق بالشريعة الإسلامية وتخلى البعض عن المُعتَقَد الإسماعيلي.  ومع ذلك فقد أظهرت قضية الأصفهاني مدّعي المهدويَّة بأن دمرت صورة أبو طاهر الجنابي وحطمت الروح المعنوية للقرامطة وبكل ما كان من أهداف لديهم، تخلى الكثير منهم عن البحرين لطلب الخدمة في جيوش أمراء الحرب الإقليميين المختلفين.
على مدى السنوات التالية، دخل القرامطة في مفاوضات مع الحكومة العباسية وقد عرضوا عليهم مبالغ ضخمة لإعادة الحجر الأسود إلا أنهم رفضوا ذلك، مما أدى إلى إبرام معاهدة سلام عام 939، وفي النهاية عاد الحجر الأسود إلى الحرم المُكِّي في عام 951.